# Parafia Matki Bożej Loretańskiej w Mińsku
Parafia Matki Bożej Loretańskiej w Mińsku – rzymskokatolicka parafia znajdująca się w mińskiej dzielnicy Sokół, w archidiecezji mińsko-mohylewskiej, w dekanacie Mińsk-Wschód, na Białorusi.
Msze i nabożeństwa odprawiane są również w języku polskim.

## Historia
Parafia została erygowana 21 marca 2013. Jej prowadzenie powierzono redemptorystom. 15 grudnia arcybiskup mińsko-mohylewski Tadeusz Kondrusiewicz poświęcił kaplicę parafialną.